# IEC 61000-4-4

Fig.1 Forma d'ona de les ràfagues de tensió

IEC 61000-4-4 és una normativa internacional (creada per l'IEC) de compatibilitat electromagnètica que es refereix als requisits d'ìmmunitat, mètodes d'assaig, i rang dels nivells d'assaig recomanats per a fer front a ràfagues ràpides de transitoris elèctrics causades per les maniobres de connexió/desconnexió de càrregues inductives, rebot en els contactes de relés,etc.És la part 4-4 de la norma IEC 61000[3] i la darrera versió es pot esbrinar aquí.

## Contingut
La norma IEC 61000-4-4 defineix el següent :
- la forma d'ona de la tensió d'assaig.
- el rang de nivells d'assaig.
- l'equip d'assaig.
- els procediments de verificació de l'equip d'assaig.
- la instal·lació d'assaig.
- el procediment d'assaig.

## Nivell de tensiód'assaig
D'acord amb aquesta norma, el senyal de ràfega té una durada de 15 mil·lisegons a 15KHz (0,75 mil·lisegons a 100KHz) amb un període de 300 mil·lisegons i està definit com es pot veure a la figura.
Nivells de tensió en els ports d'alimentació de l'equip :
| Nivell | Nivell de tensió en KV | Freqüència de repetició en KHz |
| 1      | 0,5                    | 5 o 100                        |
| 2      | 1                      | 5 o 100                        |
| 3      | 2                      | 5 o 100                        |
| 4      | 4                      | 5 o 100                        |
| X      | Especial               | Especial                       |

Nivells de tensió en els ports de senyal, dades i control de l'equip :
| Nivell | Nivell de tensió en KV | Freqüència de repetició en KHz |
| 1      | 0,25                   | 5 o 100                        |
| 2      | 0,5                    | 5 o 100                        |
| 3      | 1                      | 5 o 100                        |
| 4      | 2                      | 5 o 100                        |
| X      | Especial               | Especial                       |

## Dispositius per a poder superar IEC 61000-4-4
Es poden destacar:
- Varistors
- TVS
- Fusibles rearmables PTC

## Instrumentació per a poder assajar l'IEC 61000-4-4
Es poden trobar:
- Instrumentació d'emtest
- Instrumentació de TESEQ
- Instrumentació Haefely
- Instrumentació Noiseken